# Paperino fattorino
Paperino fattorino (Bellboy Donald) è un film del 1942 diretto da Jack King. È un cortometraggio animato della serie Donald Duck, prodotto dalla Walt Disney Productions e uscito negli Stati Uniti il 18 dicembre 1942, distribuito dalla RKO Radio Pictures.

## Trama
Paperino è un fattorino nell'hotel Lofty Manors. Il suo capo, avendo ricevuto molte lamentele sul suo conto, minaccia di licenziarlo e gli dà una spilla con scritto che il cliente ha sempre ragione. In quel momento arrivano all'hotel Pietro Gambadilegno e suo figlio. Paperino cerca di portare i bagagli all'interno dell'hotel, ma Junior continua a rendergli il lavoro più faticoso, fino a fargli rompere una valigia. In seguito Paperino accompagna i due all'80º piano; una volta arrivati, Junior blocca nella porta dell'ascensore la maglietta di Paperino, la quale scende giù con esso. Paperino riesce a far tornare l'ascensore con il ragazzino all'80º piano e gli chiede di aprire la porta. Dopo numerose richieste Junior restituisce a Paperino la maglietta, dopodiché lo attira nell'ascensore. Paperino ci entra, ma, ancora prima di toccare a terra, il ragazzino avvia l'ascensore, facendo fluttuare in aria il papero, per poi bloccarlo di colpo una volta arrivati al primo piano (corrispondente al piano terra in Europa). Mentre Junior ride, Paperino scopre che la sua spilla è stata appiattita dall'urto e, avendone abbastanza, sfonda la vetrata dell'ascensore. Poi, dopo aver avuto conferma dal capo di essere stato licenziato, sculaccia Junior con un ghigno soddisfatto.

## Distribuzione

### Edizioni home video

#### VHS
- Cartoons Festival II (settembre 1982, riedita nel 1985 con il titolo Cartoons Disney 2)
- Sono io... Paperino (marzo 1990)
- Paperino & Co. - Professione buonumore (aprile 2001)

#### DVD
Il cortometraggio è incluso nel DVD Walt Disney Treasures: Semplicemente Paperino - Vol. 2.